# Anthurium subcaudatum
Anthurium subcaudatum är en kallaväxtart som beskrevs av Adolf Engler. Anthurium subcaudatum ingår i släktet Anthurium och familjen kallaväxter. Inga underarter finns listade.